# Krokeks socken
Krokeks socken i Östergötland ingick i Lösings härad (några år från 1885 även delar i Björkekinds och Östkinds härader), ingår sedan 1971 i Norrköpings kommun och motsvarar från 2016 Krokeks distrikt.
Socknens areal är 93,31 kvadratkilometer, varav 89,42 land. År 2000 fanns här 5 304 invånare. Tätorten Strömsfors samt tätorten Krokek med sockenkyrkan Krokeks kyrka ligger i denna socken.

## Administrativ historik
Krokeks socken bildades på 1500-talet genom en utbrytning ur Dagsbergs socken. 
1 maj 1885 införlivades delar norr om Bråviken som tidigare tillhört Konungsunds socken i Björkekinds härad och Östra Stenby socken i Östkinds härad. Häradstillhörigheten för dessa områden ändrades senare, 1891 för Björkekinddelen och 1895 för Östkindsdelen.
Vid kommunreformen 1862 övergick socknens ansvar för de kyrkliga frågorna till Krokeks församling och för de borgerliga frågorna till Krokeks landskommun. Landskommunen inkorporerades 1952 i Kolmårdens landskommun och ingår sedan 1971 i Norrköpings kommun. Församlingen uppgick 2010 i Kolmårdens församling.
1 januari 2016 inrättades distriktet Krokek, med samma omfattning som församlingen hade 1999/2000.  
Socknen har tillhört samma fögderier och domsagor som socknens härader. De indelta soldaterna tillhörde  Första livgrenadjärregementet, Östanstångs kompani och Andra livgrenadjärregementet, Liv-kompaniet.

## Geografi

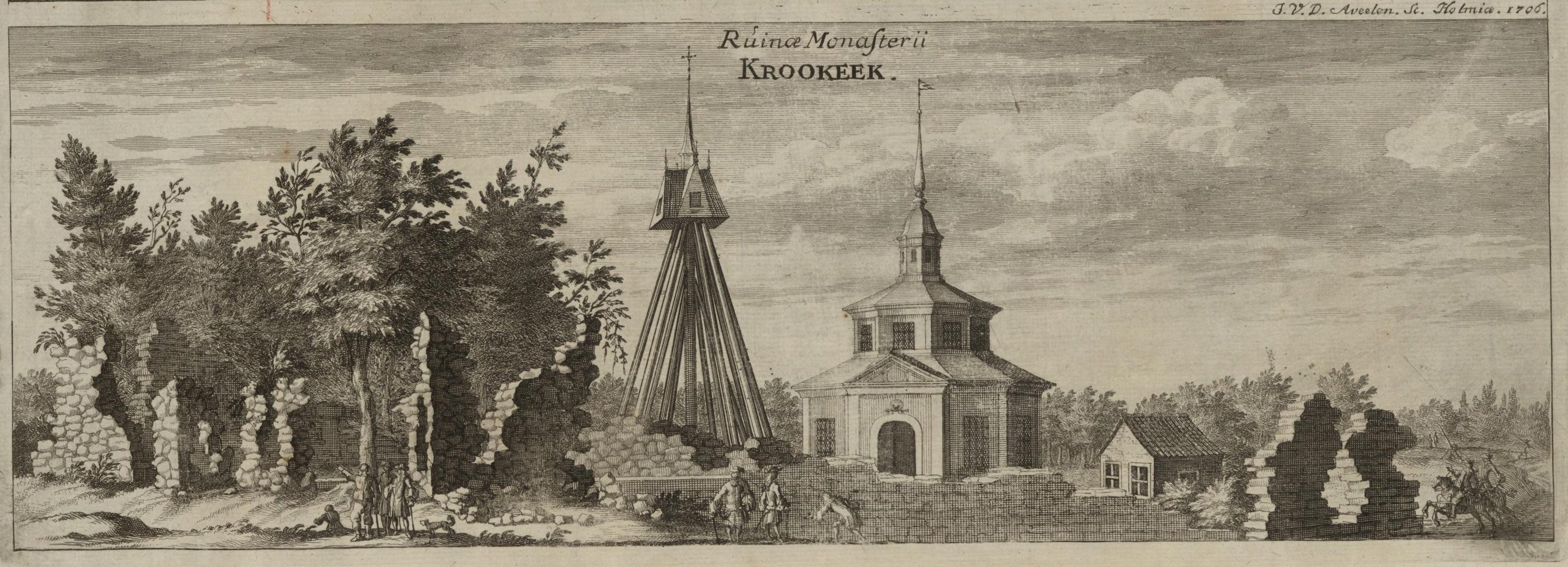
Krokeks klosterruin i Suecia antiqua et hodierna

Krokeks socken ligger nordost om Norrköping på Kolmårdens sydsluttning mot Bråviken. Socknen är en starkt kuperad skogs - och bergsbygd.
Järnvägen mellan Norrköping och Nyköping passerar genom socknen, numera stannar tåg i Krokek vid stationen Kolmården. Även E4:an passerar genom socknen. Här ligger också Krokeks konvent vid ruinerna efter Krokeks kloster.

## Fornlämningar
Kända från socknen är boplatser från stenåldern, några gravar från bronsåldern samt fyra gravfält från järnåldern.

## Namnet
Namnet (1440 Krokeekina) kommer från klostret och gästgivargården Krokek. Namnet härrör från den krokväxta ek som förr var gränsmärke mellan Östergötland och Södermanland.

### Fotnoter
1. 1 2  Svensk Uppslagsbok andra upplagan 1947–1955: Krokek socken
2. 1 2  Harlén, Hans; Harlén Eivy (2003). Sverige från A till Ö: geografisk-historisk uppslagsbok. Stockholm: Kommentus. Libris 9337075. ISBN 91-7345-139-8
3. ↑  ”Församlingar”. Statistiska centralbyrån. https://www.scb.se/hitta-statistik/regional-statistik-och-kartor/regionala-indelningar/forsamlingar/. Läst 30 december 2022.
4. ↑  Administrativ historik för Krokek socken (Klicka på församlingsposten). Källa: Nationella arkivdatabasen, Riksarkivet.
5. ↑  ”Karta över Lösings härad från 1868”. Arkiverad från originalet den 3 oktober 2017. https://web.archive.org/web/20171003142559/http://kartavdelningen.sub.su.se/images/Ek/E/E-Losing/openlayers.html. Läst 13 april 2018.
6. 1 2  Sjögren, Otto (1931). Sverige geografisk beskrivning del 2 Östergötlands, Jönköpings, Kronobergs, Kalmar och Gotlands län. Stockholm: Wahlström & Widstrand. Libris 9939
7. 1 2  Nationalencyklopedin
8. ↑  Fornlämningar, Statens historiska museum: Krokeks socken
9. ↑  Fornminnesregistret, Riksantikvarieämbetet: Krokeks socken Fornminnen i socknen erhålls på kartan genom att skriva in sockennamn (utan "socken") i "Ange geografiskt område"
10. ↑  Mats Wahlberg, red (2003). Svenskt ortnamnslexikon. Uppsala: Institutet för språk och folkminnen. Libris 8998039. ISBN 91-7229-020-X. https://isof.diva-portal.org/smash/get/diva2:1175717/FULLTEXT02.pdf